# Aeroclube de Santa Catarina
O Aeroclube de Santa Catarina é um aeródromo brasileiro que serve ao município de São José, no estado de Santa Catarina. Sua pista de: 1203 x 18 metros em asfalto. Localizada na Rua Jorge José da Silva, s/n, Bairro Sertão do Imaruim CEP 88122-033.

## História
Fundado em 21 setembro de 1937,  na cidade de Florianopolis, teve como Primeiro Presidente o senhor Franklin Ganzo. O local onde ficava o campo do pouso, hoje da lugar a avenida Central. Com o passar dos anos, a necessidade de transferir o Aeroclube de Santa Catarina de localidade tornou-se necessária, devido ao crescimento urbano. Então, foi determinado pelas autoridades responsáveis, que o Aeroclube fosse transferido ao Bairro Colônia Santana, ainda situado no município de são José devido as suas qualidades, como posição geográfica, acesso rápido, local pouco habitado, etc... , reiniciando suas atividades em 30 de junho de 1977. Desde o ano em que foi fundado, o Aeroclube, até os dias de hoje, vem cumprindo com suas responsabilidades aeronáuticas e deixando sempre presente, sua credibilidade como Escola de Aviação Civil. Através destes anos de existência, os ex-presidentes tiveram uma participação muito importante na vida do Aeroclube deixando histórias sobre histórias, fortalecendo cada vez mais as raízes do Aeroclube.  Atualmente o Aeroclube de Santa Catarina está sendo presidido pelo Sr. Luiz Adauto Costa.

## Infraestrutura
O Aeroclube de Santa Catarina oferece toda infraestrutura para a formação profissional exigida pela Agência Nacional de Aviação Civil (ANAC) contando com uma ampla área.   
- Alojamento para alunos com quarto para 2 pessoas, Banheiros Feminino e Masculino, Cozinha e lavanderia coletivas;
- Sala de Pilotos e Alunos Onde são realizadas provas de equipamentos, Aulas de Ground School das aeronaves de instrução,dois computadores com acesso a internet, Wi-Fi, Livros e Revistas e todo o material necessário para a instrução de voo;
- O Aeroclube também conta com Salas de Briefing e Debriefing;
- Sede social para promoção de eventos e palestras aeronáuticas;
- Hangar e pátio de manobras;
- Pista asfaltada;
- Bomba de Combustível de AVGAS.

## Coordenadas Geograficas
Latitude: -27º 36' 42" S / Longitude: -48º 40' 22" W

## Condições Operacionais
Registrado e aberto ao tráfego aéreo o Aeródromo Privado abaixo, com as seguintes características: 
- Denominação: Aeroclube de Santa Catarina (SSKT)
- Proprietário: Aeroclube de Santa Catarina
- Classe: 1-A
- Dimensões da pista: 1203 x 18 metros
- Elevação: 7,00 metros
- Natureza do piso: Asfalto  Designação do pavimento: 7/F/C/Y/U
- Condições operacionais: VFR DIURNO
- Freqüência de coordenação: 122.550 MHz
- OPERAÇÕES NO SSKT COMPETE ÀS AERONAVES QUE DECOLAM DO AERÓDROMO SSKT:  Manter-se no circuito de tráfego do referido aeródromo conforme VAC, devidamente coordenado na frequência 122.55, mantendo a altitude de 1000 pés sobre o setor LESTE. Para abandonar o circuito, é imprescindível a prévia autorização do APP FLN na frequência 119.65.  NOTA 01 – É desaconselhado efetuar o abandono do circuito de tráfego do SSKT pelo setor OESTE em função da proximidade com o Morro da Pedra Branca.  NOTA 02 – Para as aeronaves sediadas no SSKT, é livre o abandono do circuito de tráfego do SSKT rumo às áreas de instrução SBR-553, SBR-536 e SBR-537, devendo acionar 2000 no transponder e manter-se na frequência 122.55, respeitando os limites das respectivas áreas.  NOTA 03 – Ficar atento a operação de planadores no aeródromo.  Mais Informações:  REDEMET - Rede de Meteorologia do Comando da Aeronáutica www.redemet.aer.mil.br  AIS - SERVIÇO DE INFORMAÇÃO AERONÁUTICA www.aisweb.aer.mil.br  Baixe a carta VAC SSKT

## Frota
- 1 Neiva P-56C "Paulistinha" - PP-HOR
- 2 Aero Boero AB-115 - PP-GFD / PP-GNV
- 2 Cessna Aircraft Company C-150M "Commuter" - PR-ASF / PR-SCT
- 1 Aero Boero AB-180 - PP-FLT
- 1 Piper Aircraft PA-34 200 Seneca I - PT-JRA (Full IFR)
- 1 Grob G103 Twin Astir II - PT-PJE
- 1 IPE Aeronaves KW-1 "Quero-Quero" - PT-PGC
- 1 IPE Aeronaves IPE-02B "Nhapecam" - PP-FAM